# Uli Hoeneß
Uli Hoeneß, właśc. Ulrich Hoeneß (ur. 5 stycznia 1952 w Ulmie) – były niemiecki piłkarz i reprezentant kraju, od 1979 r. działacz Bayernu Monachium. Były dyrektor fabryki kiełbasy w Norymberdze.
Uczył się rzemiosła piłkarskiego podobnie jak jego brat – Dieter w TSG Ulm 1846 (w latach 1967–1970). Później przeszedł do Bayernu Monachium. Tam wywalczył miejsce w podstawowym składzie i wkrótce zaczął być powołany do reprezentacji Niemiec. W 1974 r. przyczynił się do zdobycia przez nią mistrzostwa świata, chociaż w meczu o finał przeciwko Polsce Jan Tomaszewski obronił egzekwowany przez niego rzut karny. W 1976 r. w finale mistrzostw Europy przeciwko Czechosłowacji przestrzelił decydującego karnego (strzelił nad poprzeczką).
W wieku 27 lat musiał zakończyć karierę z powodu poważnej kontuzji (grał wówczas w 1. FC Nürnberg) i został jednym z najmłodszych działaczy Bayernu Monachium. Od tego czasu walnie przyczynił się do tego, że Bayern pod względem sportowym, a zwłaszcza finansowym stał się wizytówką Bundesligi. 13 marca 2014 został skazany na 3,5 roku pozbawienia wolności za uchylanie się od podatków. W związku z tym zrezygnował ze sprawowanych funkcji: prezydenta i szefa rady nadzorczej Bayernu Monachium.
17 lutego 1982 przeżył, jako jedyny z czterech osób na pokładzie, upadek prywatnego samolotu. Przez swoje uszczypliwe komentarze zyskał w mediach przydomek „Abteilung Attacke” (pol. „Oddział atak”), zaś on sam w odpowiedzi na to miano nazywa samego siebie „Abteilung Wahrheit” (pol. „Oddział prawda”).

## Sukcesy
- 250 rozegranych meczów i 86 strzelonych goli w Bundeslidze
- Mistrz Niemiec z Bayernem z 1972, 1973 oraz 1974
- Zdobywca Pucharu Niemiec z Bayernem w 1971
- Zdobywca Pucharu Interkontynentalnego z Bayernem w 1976
- Zdobywca Pucharu Europy Mistrzów Klubowych z Bayernem w latach 1974, 1975 i 1976
- Mistrz Świata 1974
- Mistrz Europy z 1972 i wicemistrz z 1976